# Polychaetella
Polychaetella är ett släkte av svampar. Polychaetella ingår i familjen Capnodiaceae, ordningen Capnodiales, klassen Dothideomycetes, divisionen sporsäcksvampar och riket svampar.
|               | Capnodium                                    |
|               |                                              |
|               | Polychaeton                                  |
|               |                                              |
| Polychaetella | \| \| Polychaetella schweinitzii \| \| \| \| |
|               | \| \| Polychaetella schweinitzii \| \| \| \| |
|               | Tripospermum                                 |
|               |                                              |
|               | Trichomerium                                 |
|               |                                              |
|               | Scolecoxyphium                               |
|               |                                              |
|               | Phaeoxyphiella                               |
|               |                                              |
|               | Ciferrioxyphium                              |
|               |                                              |
|               | Ceramoclasteropsis                           |
|               |                                              |
|               | Callebaea                                    |
|               |                                              |
|               | Anopeltis                                    |
|               |                                              |
|               | Acanthorus                                   |
|               |                                              |
|               | Scoriadopsis                                 |
|               |                                              |
|               | Apiosporium                                  |
|               |                                              |
|               | Capnophaeum                                  |
|               |                                              |
|               | Fumagospora                                  |
|               |                                              |
|               | Echinothecium                                |
|               |                                              |
|               | Leptoxyphium                                 |
|               |                                              |
|               | Aithaloderma                                 |
|               |                                              |
|               | Phragmocapnias                               |
|               |                                              |
|               | Scorias                                      |
|               |                                              |
|               | Hyaloscolecostroma                           |
|               |                                              |
|               | Limaciniaseta                                |
|               |                                              |
|               | Plurispermiopsis                             |
|               |                                              |
|               | Fumiglobus                                   |
|               |                                              |
|               | Polychaetella schweinitzii                   |
|               |                                              |

|  | Polychaetella schweinitzii |
|  |                            |